# 유치송
유치송(柳致松, 1924년 10월 7일~2006년 6월 2일)은 대한민국의 정치인으로, 제6·9·10·11·12대 국회의원을 지냈다. 신민당 조직국장, 사무차장, 사무총장 등을 역임했고 1981년의 제12대 대통령 선거에 출마하기도 했다. 장남인 유일호는 국회의원과 부총리를 역임한 국민의힘의 정치인이다.

## 생애

### 초기 활동
유치송은 1924년 10월 7일에 경기도 평택에서 태어났다. 평택성동초등학교를 거쳐 경성고등보통학교로 진학, 경성고보를 졸업했다.

### 정계 입문 초기
1948년에 신익희 국회의장의 비서로 정계에 입문하였고 그해 서울대학교 경제학과에 입학하여 1952년 학사 학위 취득하였다.
1955년 민주당의 창당에 참여, 그해 9월 민주당 중앙당 중앙위원, 11월 민주당 창당 촉진위원, 민주당 경기도지구당 재경위원회 위원 겸 책임위원이 되었다. 1956년 해공 신익희가 대통령선거 유세도중 사망하고 신익희 사회장이 결정되자, 재정위원에 선출됐다. 1957년 통일당 창당을 준비하다가 취소, 다시 민주당에 들어가 그해 당 중앙감찰위원에 선임됐다. 1958년 다시 민주당중앙감찰위원이 되고 민주당 경기도지구당 상임위원이 되었다. 그 후 신민당 경기도지부 위원장을 맡는 등 거물 정치인으로 거듭난다.

### 정치 활동
1961년에 5.16 군사 정변 직후 구정치인 정화법으로 정치 활동에 제한을 받다가 정정법에서 풀려난 후 1963년 제6대 국회의원 총선거에 출마하여 민정당(民政黨) 후보로 출마하여 국회의원에 당선되어 원내에 입성했다. 1964년에 민중당 원내부총무를 역임했고, 1967년에 신민당이 출범한 뒤에는 신민당 조직국장, 뒤에 당 사무차장을 역임했다.
이 후 국회의원 선거에서는 2번 낙선했지만 1973년의 제9대 총선에 당선되어 복귀하였다. 1974년 신민당 사무총장이 되었다. 또한 1977년의 제10대 총선에서 신민당 소속으로 연속 당선되면서 재기하였고 또한 한때 상도동계 중진의 한 축을 담당한다.

### 생애 후반
1981년 12월 21일 제5공화국 헌법 발효와 함께 기존의 모든 정당들이 해산되자, 당시 정치활동 금지를 받지 않은 정치인들을 규합하여 민주한국당(民主韓國黨)을 창당하였다. 민한당이 1981년의 제11대 총선에서는 여당인 민주정의당(民主正義黨)에 이어 원내 제2당이 됨에 따라서 제1야당의 총재가 되었다.
대통령 선거인단에 의해 치러지는 간접선거인 제12대 대선에 출마하였으나 전두환(全斗煥)에 이어 2위로 패하였다.
그 뒤 정책야당을 표방하며 제1야당의 총수로 활동하였으나 당시 김영삼(金泳三), 김대중(金大中)등 유력 야당 정치인들이 모두 정치활동이 금지된 상황에서, 군부 출신의 전두환 정부 아래에서 온건한 노선을 견지하였으므로 어용 야당의 정치인, 여당의 2중대 등으로 비난을 받기도 하였다. 1985년 민한당 창당과정에 중앙정보부가 깊숙히 개입됐다는 의혹이 일부 인사들에게서 제기되면서 다시 '어용 야당'과 '관제 야당' 총재라는 비난에 시달려야 했다.
1983년 1월 안성군의 공도면과 원곡면의 일부 5개의 리(里), 500만 평을 주민 의견 수렴 없이 평택군으로 강제 편입에 성공시켜, 1983년 1월 대통령제로 (소사. 죽백. 용이. 청룡. 월곡) 평택군에 편입시켰다.
1985년 1월 창당된 신한민주당(新韓民主黨)이 제12대 총선에서 제1야당으로 부상함에 따라 민한당은 군소정당으로 밀려났으며, 1988년 4월 제13대 총선에서 소속의원 전원이 낙선하고 총유효투표의 2% 이상을 확보하지 못함으로써 정당 등록이 취소되고 당은 통일민주당(統一民主黨)에 흡수되었으며 유치송은 정계의 뒤안길로 밀려났다.
1987년 유치송의 정치생활 마지막 업적으로 무연탄 취급역이었던, 평택역을 신축하고 지역 발전과 철도 중심지로 만들기 위해, 서울과 충청도 그리고 강원도까지 연결되어 있던, 안성선 철도를 마침내 1989년 1월 1일, 폐선으로 만들었고, 평택에서 충청도인 천안을 경유해서 지나가게 하였고, 결국 강원도까지 가는 노선 역시 철거되었다.
제65차 국제의원연맹(IPU) 한국대표를 지내기도 했으며 정계를 은퇴하였다.

### 정계 은퇴 이후
1989년 해공 신익희 선생 기념사업회장에 선출되었다. 이후 2006년까지 해공신익희선생기념사업회장으로 있었다. 그 뒤 헌정회 원로자문회의 위원, 통일원고문 등을 지냈고, 2001년부터 2003년까지 대한민국헌정회 회장을 지냈다. 2005년 헌정회 원로회의 의장을 맡아왔다.
1994년 2월에 폐렴과 당뇨, 그리고 뇌경색으로 쓰러져 상태는 악화되었고, 2006년 6월 2일 사망했다. 저서로 '신익희 선생 일대기'역사의 기로에서'민주화의 과제' 등이 있다. 서울대 병원에 빈소가 마련된 뒤 장지는 충청남도 천안시의 공원묘지에 장사되었다.
18, 19대 국회의원(서울 송파을, 새누리당)이자, 박근혜 대통령 당선자 비서실장을 역임하고 현재 경제부총리겸 기획재정부장관인 유일호가 그의 아들이며, 그 외 유현숙, 유현방 등 두 딸이 있다.

## 학력
- 1943년 경성고등보통학교 졸업
- 1952년 서울대학교 경제학 학사

## 저서
- <신익희 선생 일대기>
- <역사의 기로에서>
- <민주화의 과제>

## 가족
- 배우자: 안태영
- 자녀: 1남 2녀. 장남 유일호

## 역대 선거 결과
|  | 44.30% |

|  | 41.20% |

|  | 45.10% |

|  | 40.56% |

|  | 35.81% |

|  | 7.7% |

|  | 38.14% |

|  | 35.48% |

|  | 24.63% |